# Caria plutargus
Caria plutargus is een vlindersoort uit de familie van de prachtvlinders (Riodinidae), onderfamilie Riodininae.
Caria plutargus werd in 1793 beschreven door Fabricius.